# Batrachochytrium
Batrachochytrium Longcore, Pessier & D.K. Nichols − rodzaj grzybów z rzędu Rhizophydiales.

## Systematyka i nazewnictwo
Pozycja w klasyfikacji według Index Fungorum: Incertae sedis, Rhizophydiales, Chytridiomycetidae, Chytridiomycetes, Incertae sedis, Chytridiomycota, Fungi.
Rodzaj został nazwany w 1999 roku przez Joyce Longcore, Alana Pessiera i Donalda Nicholsa jako monotypowy rodzaj obejmujący gatunek Batrachochytrium dendrobatidis. W 2013 roku opisany został drugi gatunek – Batrachochytrium salamandrivorans.

## Charakterystyka
Oba gatunki należące do tego rodzaju pasożytują na płazach, u których wywołują chytridiomikozę – chorobę będącą jednym z głównych zagrożeń dla wielu gatunków płazów.